# سمير رافع
سمير رافع محمد (5 يوليو 1926 - 2004) هو فنان تشكيلي مصري، أحد أبرز رواد السريالية في الأربعينات فضلًا عن دوره في تأسيس حركة الفن المصري المعاصر.

## حياته
ولد سمير رافع في 5 يوليو 1926، أكمل الدراسة الأساسية والثانوية في القاهرة، بعدها درس في كلية الفنون وحصل على شهادة البكالوريوس في الفنون الزخرفية عام 1948، وحصل على دبلوم عالي من المعهد العالي للتربية الفنية عام 1950، غادر القاهرة متجهاً إلى باريس في بعثة دراسية لنيل شهادة الدكتوراه في تاريخ الفن من جامعة السربون عام  1954، عاد الى القاهرة لمدة شهراً واحدة في عام 1964، بعدها سافر الى الجزائر وأعتقل هناك في أواخر الستينيات، وبعد الإفراج عنه في مطلع السبعينيات قرر مغادرة الوطن العربي وعدم العودة مره ثانية متجهاً الى باريس وتوفي هناك عام 2004.

## معارض
- معارض خاصة في القاهرة من عام 1945 الى عام 1953.
- معرض خاص بمجمع الفنون - الزمالك 1987.
- معرض خاص بعنوان (60 سنة فن) بصالات مجمع الفنون - الزمالك 2005.
- معرض في مكتبة الإسكندرية 2006.
- معرض في قاعة إبداع - الزمالك 2015.
- معرض بقاعة بيكاسو - الزمالك 2016.[7]
- معرض بجاليري (B) - وسط البلد 2018.
- معرض (بدون حذف) بجاليري (آرت توك) - الزمالك 2019.
- معارض جماعية من 1945 حتى 1953.
- معرض السرياليين المصريين من 1940 حتى 1990.
- معرض سلفادور - دالي 1995.[8]

## مجموعاته
- من وحي مصر
- الزمن
- مرض مصر
- الوادي الأخضر
- اصدقاء الليل
- البغاء

## وفاته
توفي الفنان سمير رافع في عام 2004 بالعاصمة الفرنسية باريس.

## كتب عنه
- سلسة من المقالات الفنية (مذكرات فنان مصري بباريس) نشرت في مجلة الهلال عام 1969.